# Fallon Fox
Fallon Fox, née le 29 novembre 1975 à Toledo (Ohio), est une pratiquante de MMA américain.
Elle est connue pour être la première personne ouvertement transgenre à pratiquer ce sport, ce qui a été au centre de plusieurs polémiques au cours de sa carrière,,,,.